# Feniș
Feniș – wieś w Rumunii, w okręgu Arad, w gminie Gurahonț. W 2011 roku liczyła 120 mieszkańców. 